# Tzigana
Tzigana (Bitter Sweet) è un film del 1940 di W. S. Van Dyke ispirato all'omonima commedia di Noël Coward.

## Riconoscimenti
Oliver T. Marsh e Allen Davey furono candidati all'Oscar alla migliore fotografia a colori.
Per la scenografia di un film a colori vennero candidati all'Oscar Cedric Gibbons e John S. Detlie.

## Trama
Innamorata di Carl Linden, il suo insegnante di musica, Sarah Millick scappa con lui per non dover sposare il fidanzato Harry Daventry. A Vienna, i due novelli sposi vanno ad abitare in una mansarda, accolti dagli amici Max ed Ernst e da mamma Luden. Carl, che è un compositore, lavora a un'operetta, ma deve affrontare insieme alla moglie una difficile situazione finanziaria. Per mangiare, il gruppo di amici si trasforma in un gruppo di musicisti di strada.
Un giorno, in una via di Baden, Sarah attira l'attenzione di Lord Shayne, ma anche quella del lascivo barone von Tranisch che procura alla giovane un lavoro allo Schlick's Cafe. Sarah ben presto scopre chi è il suo benefattore quando lui viene a "riscuotere" il compenso. La giovane donna lascia il suo lavoro, ma Lord Shayne fa sentire all'impresario Wyler l'operetta di Carl. Quando il barone, ubriaco, cerca di aggredire Sarah, Carl lo sfida a duello, restando però ucciso.
Carl è morto ma continua a vivere nella sua musica: Wyler mette in scena a Vienna l'operetta di cui Sarah sarà protagonista.

## Produzione
Il film fu prodotto dalla Metro-Goldwyn-Mayer e venne girato nei Metro-Goldwyn-Mayer Studios al 10202 di W. Washington Blvd., a Culver City.

## Colonna sonora
- I'll See You Again (1929)
  - scritta da Noël Coward
  - cantata da Jeanette MacDonald e Nelson Eddy
- Polka (1929)
  - scritta da Noel Coward
  - eseguita alla festa e danzata dagli ospiti
- If You Could Only Come With Me (1929)
  - scritta da Noel Coward
  - cantata da Jeanette MacDonald e Nelson Eddy
- What Is Love (1929)
  - scritta da Noel Coward
  - cantata da Jeanette MacDonald e Nelson Eddy
  - ripresa da Schlick's
- Kiss Me (1929)
  - scritta da Noel Coward
  - cantata da Jeanette MacDonald e Nelson Eddy
- Tokay (1929)
  - scritta da Noel Coward
  - cantata da Nelson Eddy e dai padroni del caffè
- Love In Any Language (1929)
  - scritta da Noel Coward
  - cantata da Jeanette MacDonald al caffè, doppiata parzialmente da Harriet Lee
- Dear Little Cafe (1929)
  - Parole e musica di Noel Coward con parole addizionali di Gus Kahn
  - cantata da Jeanette MacDonald e Nelson Eddy (ripresa da Jeanette MacDonald)
- Ladies Of The Town (1929)
  - scritta da Noel Coward e Gus Kahn
  - cantata da Jeanette MacDonald e due cantanti
- Una voce poco fa
  - da Il barbiere di Siviglia di Gioachino Rossini
  - danzato dal corpo di ballo
- Zigeuner
  - scritta da Noel Coward
  - cantata da Jeanette MacDonald nel finale dell'operetta

## Distribuzione
Distribuito dalla Metro-Goldwyn-Mayer (MGM), il film venne proiettato in pubblico negli Stati Uniti l'8 novembre 1940, mentre il 14 luglio 1941 uscì nelle sale del Regno Unito.